# Gunnar Lindskog (borgmästare)
Anders Gunnar Lindskog, född 10 september 1900 i Falun, död 3 maj 1985 i Karlstad, var en svensk borgmästare. 
Lindskog, som var son till lektor Erik Lindskog och Gunhild Frigell, blev filosofie kandidat vid Lunds universitet 1921 och juris kandidat 1924. Han blev assessor i Hovrätten över Skåne och Blekinge 1933, tillförordnad revisionssekreterare 1936 och var borgmästare i Karlstads stad 1938–1967. 
Lindskog innehade utredningsuppdrag i justitiedepartementet 1932–1938, i socialdepartementet 1945–1946 och i ecklesiastikdepartementet 1958–1963. Han var vice ordförande i länsarbetsnämnden från 1945, ordförande i Karlstads sparbank från 1945, vice ordförande i Svenska sparbanksföreningen 1953–1966, ordförande i Wermlands inmätningsförening från 1957, vice ordförande i virkesmätningsrådet från 1960, ledamot i Karlstads stifts domkapitel 1954–1967 och ordförande i övervakningsnämnden från 1965. 
Han blev riddare av Nordstjärneorden 1943 och kommendör av samma orden 1958. Gunnar Lindskog är begravd på Västra kyrkogården i Karlstad.